# 拉托石龙子属
拉托石龙子属（学名：Lacertoides）为石龙子科的一个属。

## 下属物种
本属包括以下物种：
- Lacertoides pardalis Sadlier, Shea & Bauer, 1997